# Slittino ai XXIII Giochi olimpici invernali - Gara a squadre
Nello slittino ai XXIII Giochi olimpici invernali la prova della gara a squadre si disputerà nella giornata del 15 febbraio nella località di Daegwallyeong sulla pista dell'Alpensia Sliding Centre.
Campione olimpica uscente è la nazionale tedesca formata da Natalie Geisenberger, Felix Loch, Tobias Wendl e Tobias Arlt, che aveva conquistato l'oro nella precedente edizione di Soči 2014 sopravanzando nell'ordine la squadra russa composta da Tat'jana Ivanova, Al'bert Demčenko, Aleksandr Denis'ev e Vladislav Antonov e quella lettone costituita da Elīza Tīruma, Mārtiņš Rubenis e i fratelli Andris e Juris Šics; detentrice del titolo iridato di Igls 2017 è la formazione tedesca di Tatjana Hüfner, Johannes Ludwig, Toni Eggert e Sascha Benecken.

## Resoconto
In base a quanto previsto dal regolamento di qualificazione ai Giochi, può partecipare una sola squadra per ogni nazione a condizione che questa sia rappresentata in tutte le altre specialità dello slittino presenti a questa edizione dei Giochi, e precisamente nel singolo uomini, nel singolo donne e nel doppio. Per fare ciò la FIL ha avuto la possibilità di assegnare altri 8 posti da suddividere in dette discipline primariamente al fine di rendere possibile la partecipazione del maggior numero di nazioni alla gara a squadre.
Oltre alle otto nazioni qualificate in base ai meriti tecnici, la federazione ha destinato sei degli otto posti di cui sopra a Corea del Sud, Rep. Ceca, Romania, Slovacchia e Ucraina, che sono così riuscite a formare una squadra per competere in questa specialità, per un totale di 52 partecipanti in rappresentanza di 13 nazioni.

## Record del tracciato
Prima della manifestazione il record del tracciato dell'Alpensia Sliding Centre era il seguente:
| 2'29"119 | Natalie Geisenberger, Andi Langenhan, Toni Eggert / Sascha Benecken Germania | 19 febbraio 2017 |

Durante la competizione sono stati battuti i seguenti record:
| Data        | Atleti                                                            | Squadra  | Tempo    |
| ----------- | ----------------------------------------------------------------- | -------- | -------- |
| 15 febbraio | Natalie Geisenberger, Johannes Ludwig, Tobias Wendl / Tobias Arlt | Germania | 2'24"517 |

## Classifica di gara
| Pos. | Nazione                      | Atleti                                                                  | 1ª frazione sing. d. | 2ª frazione sing. u. | 3ª frazione doppio | Totale        | Distacco |
| ---- | ---------------------------- | ----------------------------------------------------------------------- | -------------------- | -------------------- | ------------------ | ------------- | -------- |
|      | Germania                     | Natalie Geisenberger Johannes Ludwig Tobias Wendl / Tobias Arlt         | 46"870               | 48"822               | 48"825             | 2'24"517 (TR) |          |
|      | Canada                       | Alex Gough Sam Edney Tristan Walker / Justin Snith                      | 47"099               | 48"820               | 48"953             | 2'24"872      | +0"355   |
|      | Austria                      | Madeleine Egle David Gleirscher Peter Penz / Georg Fischler             | 47"122               | 48"758               | 49"108             | 2'24"988      | +0"471   |
| 4    | Stati Uniti                  | Summer Britcher Chris Mazdzer Matthew Mortensen / Jayson Terdiman       | 47"266               | 48"660               | 49"165             | 2'25"091      | +0"574   |
| 5    | Italia                       | Andrea Vötter Dominik Fischnaller Ivan Nagler / Fabian Malleier         | 47"078               | 48"827               | 49"188             | 2'25"093      | +0"576   |
| 6    | Lettonia                     | Ulla Zirne Kristers Aparjods Andris Šics / Juris Šics                   | 47"369               | 48"891               | 49"055             | 2'25"315      | +0"798   |
| 7    | Atleti Olimpici dalla Russia | Ekaterina Baturina Roman Repilov Aleksandr Denis'ev / Vladislav Antonov | 47"523               | 48"615               | 49"211             | 2'25"349      | +0"832   |
| 8    | Polonia                      | Ewa Kuls-Kusyk Maciej Kurowski Wojciech Chmielewski / Jakub Kowalewski  | 47"711               | 49"134               | 49"568             | 2'26"413      | +1"896   |
| 9    | Corea del Sud                | Aileen Christina Frisch Lim Nam-kyu Park Jin-yong / Cho Jung-myung      | 47"211               | 49"854               | 49"478             | 2'26"543      | +2"026   |
| 10   | Romania                      | Raluca Strămăturaru Valentin Crețu Cosmin Atodiresei / Ștefan Musei     | 47"097               | 49"609               | 50"138             | 2'26"844      | +2"327   |
| 11   | Slovacchia                   | Katarína Šimoňáková Jozef Ninis Marek Solčanský / Karol Stuchlák        | 48"032               | 49"326               | 49"635             | 2'26"993      | +2"476   |
| 12   | Rep. Ceca                    | Tereza Nosková Ondřej Hyman Lukáš Brož / Antonín Brož                   | 48"238               | 49"178               | 49"645             | 2'27"061      | +2"544   |
| 13   | Ucraina                      | Olena Šchumova Anton Dukač Oleksandr Obolončyk / Roman Zacharkiv        | 51"503               | 49"135               | 50"365             | 2'31"003      | +6"486   |

Data: Giovedì 15 febbraio 2018 

Ora locale: 21:30 

Pista: Alpensia Sliding Centre 

Legenda:
- DNS = non partiti (did not start)
- DNF = prova non completata (did not finish)
- DSQ = squalificati (disqualified)
- Pos. = posizione
- sing. d. = singolo donne
- sing. u. = singolo uomini
- in grassetto: miglior tempo di frazione